# ديتاراوية
الديتاراوية (الاسم العلمي: Detarieae) هي قبيلة من النباتات تتبع الفصيلة البقولية من رتبة الفوليات.

## أجناس الديتاراوية
- الديتار
- الساراكة